# Ferdinando Santagostino
Ferdinando Santagostino (Vercelli, 3 gennaio 1909 – Rapallo, febbraio 1991) è stato un calciatore italiano, di ruolo attaccante.

## Carriera
Giocò in Serie A con la Pro Vercelli.